# Mal perforant
Ulcération généralement indolore (dans le cas du diabète ou de la lèpre), d'extension lente en profondeur, à tendance destructrice des os et des articulations, engendrée par une lésion nerveuse.

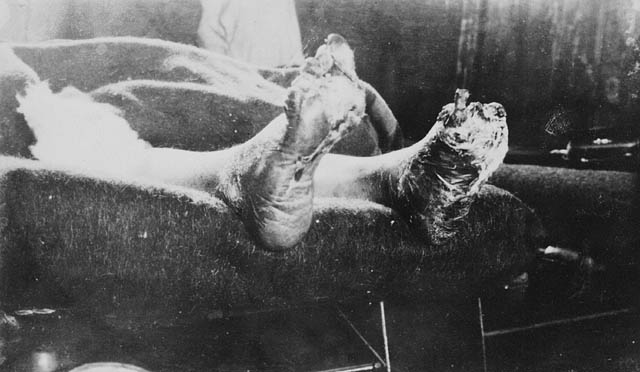
Exemple de cas de mal perforant dit "Pied des tranchées" photographié durant la Première Guerre mondiale chez un soldat canadien

Le « Pied de tranchée » (« Trench foot », en anglais) est le nom donné à une autre forme de mal perforant, ulcéro-nécrotique qui s'est répandue dans les tranchées durant la Première Guerre mondiale.

## Causes
Statistiquement, ce mal prédomine aux points d'appui plantaires (on parle alors de Mal perforant plantaire, le plus souvent induit par
- le diabète ;
- le tabès ;
- la lèpre,

...et plus rarement par un contexte d'alcoolisation avancée et/ou de mauvaise hygiène des pieds et du corps, liée par exemple à la guerre de tranchée (avec la maladie du pied de tranchée, ou « Trench foot » pour les anglophones) ou à un contexte d'exclusion.